# Buigny-l'Abbé
 Buigny-l'Abbé  es una población y comuna francesa, en la región de Picardía, departamento de Somme, en el distrito de Abbeville y cantón de Ailly-le-Haut-Clocher.

## Demografía
| 305 | 316 | 324 | 308 | 324 | 333 |
| Para los censos de 1962 a 1999 la población legal corresponde a la población sin duplicidades (Fuente: INSEE [Consultar]) |     |     |     |     |     |